# Сафонов, Михаил Юрьевич
Сафонов Михаил Юрьевич (20 ноября 1996, Задонск, Липецкая область) - российский сверхмарафонец, бегун на длинные дистанции. Чемпион Командного Чемпионата России по бегу на 100 км, призёр Кубков России по бегу на 100 км. Мастер спорта России.
Дата и место рождения: 20 ноября 1996 (28 лет)
Тренеры: Чернышов Андрей Викторович, Тяжкороб Игорь Александрович, Коробенков Алексей Сергеевич
Личные рекорды:
5000-15:05,24(2021)
10000-31:35,10(2021)
42,195-2:33:37
100 км-6:45:31
Достижения:
Победитель Командного Чемпионата России по бегу на 100 км (2024), победитель Командного Чемпионата России по горному бегу (2024), призёр Кубка России по бегу на 100 км (2021, 2023, 2024). Призёр всероссийских соревнований по легкой атлетике. Мастер спорта России (2024).